# Stylianós Stavrákis
Stylianós Stavrákis (en grec moderne : Στυλιανός Σταυράκης, 1709/1714 – 1786) est un peintre et orfèvre grec de l'époque des Lumières néo-helléniques. Très actif dans les îles Ioniennes, il est un membre éminent de l'école de l'Heptanèse. Issu d'une famille de peintres, son frère Andreas et son neveu Demetrios sont tous deux des peintres célèbres. Il a influencé d'innombrables artistes : Konstantínos Kondarínis et d'autres artistes des îles Ioniennes ont commencé à imiter son travail. Son œuvre la plus remarquable est La Descente de croix (en). Quatorze de ses peintures ont survécu, la plupart d'entre elles se trouvent à Zante, en Grèce,,.

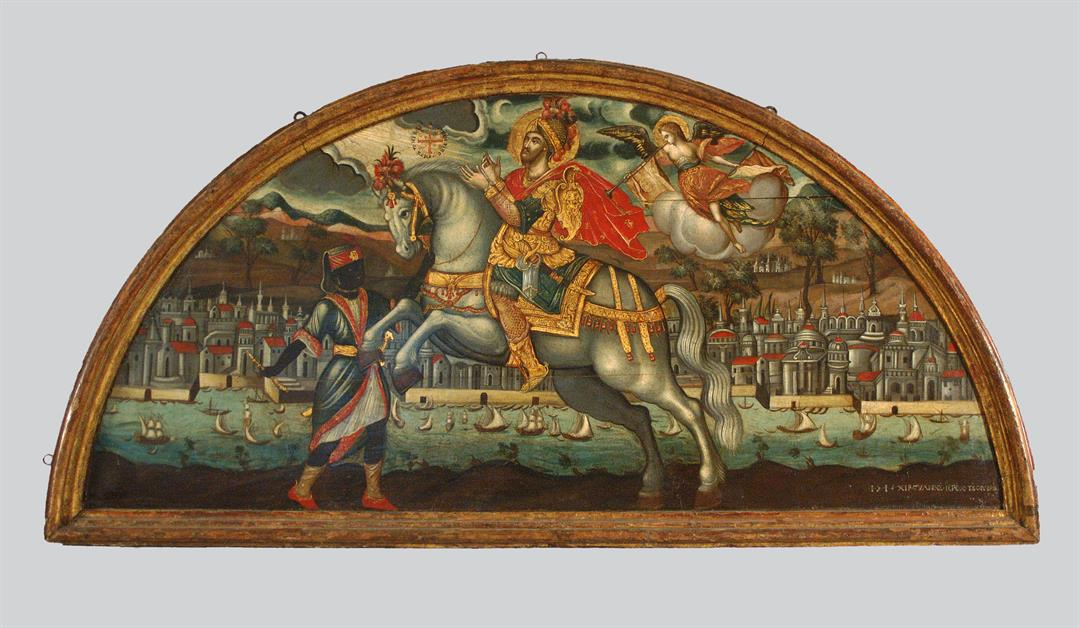
Vision de Constantin.
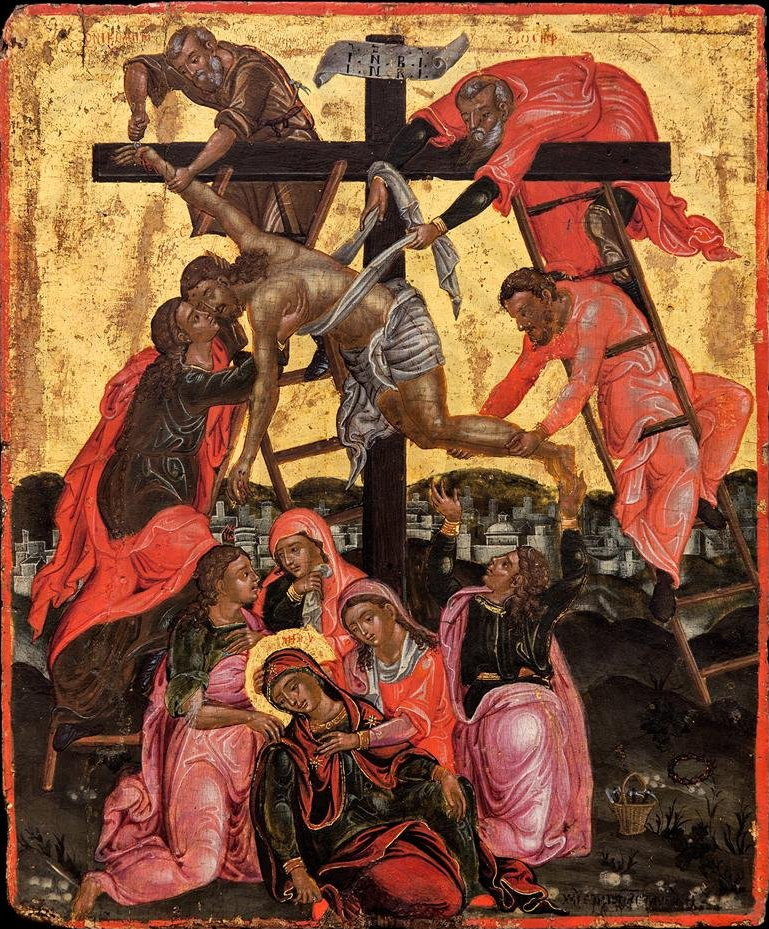
La Descente de croix.